# حركات ضم كندا إلى الولايات المتحدة

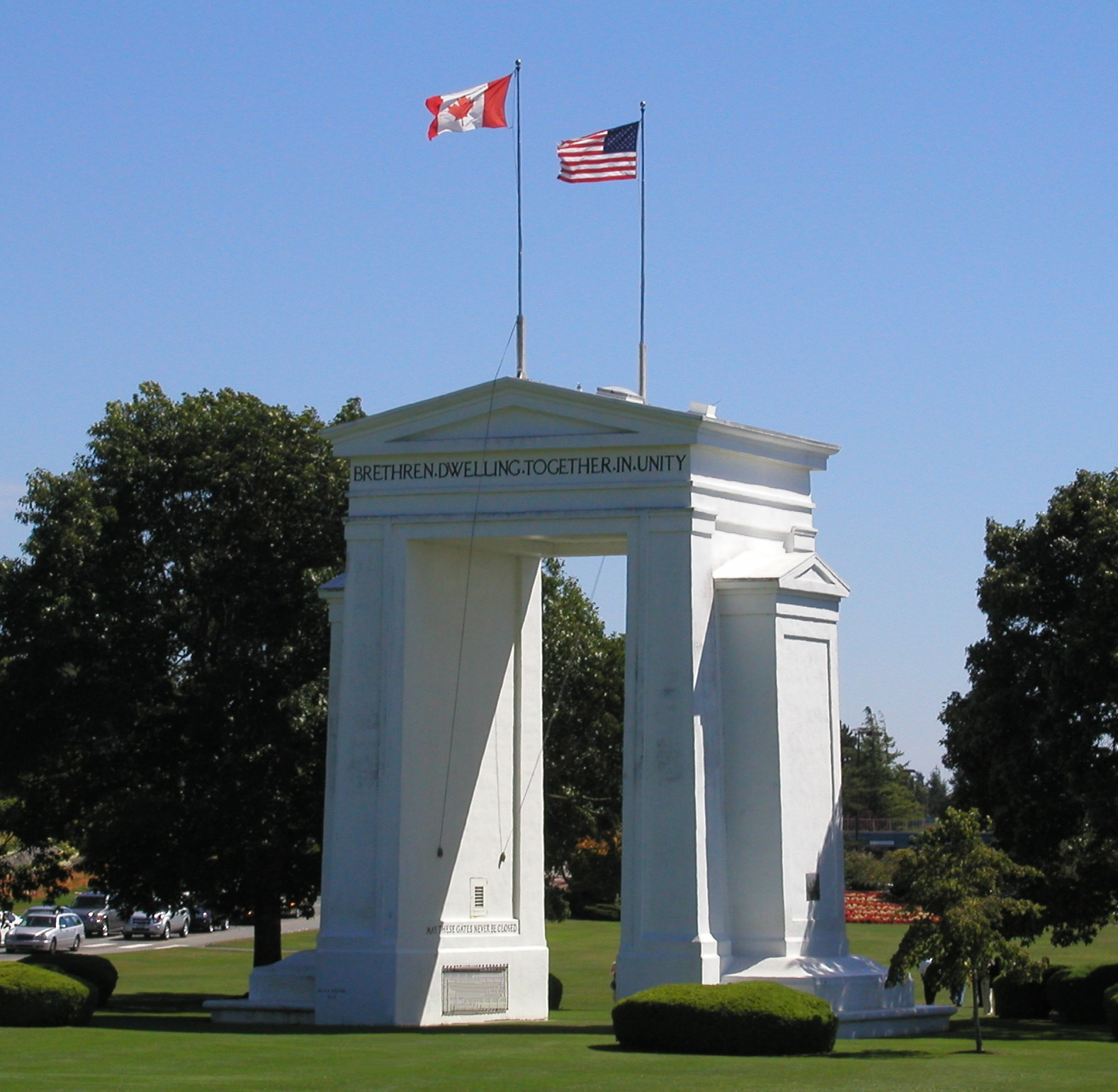
قوس السلام على الحدود بين الولايات المتحدة وكندا بين ولاية واشنطن وكولومبيا البريطانية في عام 2007.

قامت منذ استقلال الولايات المتحدة وحتى اليوم، حركات مختلفة داخل كندا لضمها كلها أو أجزء منها للولايات المتحدة. ركزت الدراسات التاريخية على عدد من الحركات الصغيرة التي تساعد في مقارنات السياسة الكندية والأمريكية.
كانت عدة شخصيات سياسية أمريكية في السنوات الأولى للولايات المتحدة تؤيد غزو كندا وضمها وحتى أنها وافقت على قبول كندا إلى الولايات المتحدة في مواد الاتحاد الكونفدرالي في العام 1777. لكن أدت هزيمة الحملات الأمريكية لتحقيق هذا الهدف في كل من الثورة الأمريكية وحرب عام 1812 إلى تخلي الولايات المتحدة عن أي محاولات جادة نحو الضم. كما يلاحظ المؤرخ جوزيف ليفيت:
منذ معاهدة واشنطن في العام 1871 التي اعترفت فيها الولايات المتحدة بحكم الأمر الواقع بدومينيون كندا الجديد، لم تقترح الولايات المتحدة أو تشجع حركة لضم كندا. لم تظهر أي قوة جادة على الساحة السياسية الأمريكية تهدف إلى إقناع الكنديين أو إجبارهم على الانضمام إلى الولايات المتحدة. ولم تصدر أي مبادرة جادة لأي تحرك في هذا الاتجاه من الجانب الكندي أيضًا.
تشير الدراسات الاستقصائية إلى أن أقلية من الكنديين قد تدعم الضم، وهي تتراوح ما بين 20 في المائة في استطلاع أجرته ليجيه ماغكيتينغ في عام 2001 إلى ما لا يقل عن 7 في المائة في استطلاع آخر أجرته نفس الشركة في عام 2004.
جدد الرئيس الأمريكي المنتخب دونالد ترامب دعوات ضم كندا إلى الولايات المتحدة بعد فوزه في انتخابات 2024. ورد رئيس وزراء كندا جاستن ترودو على هذه الدعوات: "لا يمكن أن تصبح كندا جزءاً من الولايات المتحدة". لكن على النقيض يدعم بعض الساسة الكنديين الضم مثل المشرع السابق في أونتاريو والناشط راندي هيلير والذي بعث رسالة إلى ترامب يعبر فيها عن دعمه للضم.

## حركات الضم التاريخية

### 1837
عادة ما كانت حركات الضم التاريخية في كندا ناتجة عن الاستياء من الحكومة الاستعمارية البريطانية. حاولت مجموعات من المهاجرين الأيرلنديين استخدام الكفاح المسلح لضم شبه الجزيرة الواقعة بين نهري ديترويت ونياجارا إلى الولايات المتحدة بالقوة في الحرب الوطنية القصيرة التي وقعت في عامي 1837 و1838.
لكن لم استياء كندا من السلطة البريطانية إلى الدرجة التي أدت إلى الثورة الأمريكية في عام 1775. أحد أسباب ذلك أن أغلب المهاجرين إلى كندا في أواخر القرن الثامن عشر وأوائل القرن التاسع عشر كانوا موالين للإمبراطورية البريطانية وبعضهم من الذين غادروا المستعمرات الأمريكية أثناء الثورة. ندد المسؤولون الإمبراطوريون مرارًا وتكرارًا بأسلوب الجمهورية الأمريكي وحاولوا قمعه في الفترة من 1790 إلى 1837. وحتى أن التمردات نفسها لم تهدف لضم كندا إلى الولايات المتحدة وإنما كانت تهدف إلى تحقيق الاستقلال السياسي عن بريطانيا وتنفيذ إصلاحات اجتماعية ليبرالية.
دعت أقلية كبيرة من المحافظين في كندا العليا إلى إجراء تغييرات دستورية مماثلة للنظام الفيدرالي الأمريكي ودستور الولايات المتحدة بين عامي 1848 و1854. انتقد هؤلاء المحافظين اتباع حكومة كندا للحكومة البرلمانية البريطانية، إذ دمر هذا النظام استقلال الحاكم المعين والمجلس التشريعي وأدى إلى زيادة تركيز السلطة في مجلس الوزراء. دفع هذا النقد العديد من المحافظين إلى التأكيد على أن نموذج فصل السلطات الأمريكي أفضل لكندا لأنه أكثر توازنًا ومحافظةً للديمقراطية مقارنة بالحكومة البرلمانية البريطانية. وقد ناقش هؤلاء "المحافظون الجمهوريون" سلسلة من التغييرات الدستورية منها ضم كندا إلى الولايات المتحدة وانتخاب الحاكم العام والمجلس التشريعي وتكوين اتحاد فيدرالي لأمريكا الشمالية البريطانية واتحاد إمبراطوري ضمن هذا الإطار. وقبل هؤلاء المحافظون «الحكومة بالمناقشة» كأساس مناسب للنظام السياسي.

### عقد 1850
نشأت حركة ضم كبيرة ففي المنطقة الحدودية ببلدات كيبك الشرقية في حوالي عام 1850، شعرت الأغلبية من السكان ذوي الأصل الأمريكي هناك أن الاتحاد مع الولايات المتحدة سينهي عزلتهم الاقتصادية والركود وسيحميهم من الهيمنة السياسية الكندية الفرنسية. وحرص المؤيدون البارزون لهذه الحركة على الظهور بمظهر داعم لبريطانيا، ولكنهم ثبطوا بتثبيط الاحتجاجات الشعبية المحلية. عبرت النخبة المحلية عن اشمئزازها من العبودية الأمريكية والتوسع العسكري بسبب خوفهم من الديمقراطية على النمط الأمريكي. بسبب هذه الخلافات انتهت الحركة في البلدات الشرقية بنفس السرعة التي انتهت بها في مونتريال بعد أن أبدت بريطانيا رفضها الرسمي وانتعشت التجارة مع الولايات المتحدة.

### عقد 1860

#### كولومبيا البريطانية
توقع وزير خارجية الولايات المتحدة ويليام سيوارد في عام 1860 أن تنضم أمريكا الشمالية الغربية البريطانية من مانيتوبا إلى كولومبيا البريطانية مع ألاسكا الروسية إلى الولايات المتحدة. كان كثيرون في بريطانيا مثل غولدوين سميث وتايمز أوف لندن متشائمين من مستقبل أمريكا الشمالية البريطانية ووافقوا سيوارد على رأيه. ذكرت صحيفة التايمز إن بريطانيا ستعترض فقط إذا حاولت الولايات المتحدة السيطرة على الإقليم بالقوة.
لم تعجب صفقة ألاسكا سكان كولومبيا البريطانية (التي لم تكن بعد مقاطعة كندية) بسبب خوفهم من أن يكونوا محاطين بأراضي أمريكية. أراد بعض سكانها أن تكون المستعمرة هي الصفقة الأمريكية التالية. انقسم الرأي المحلي حول الموضوع فدعمت صحف جزيرة فانكوفر الثلاث الانضمام إلى الولايات المتحد وبينما رفضتها صحف البر الرئيسي الثلاثة. حتى معارضي خطة الضم أقروا بإهمال بريطانيا العظمى للمنطقة وأن فكرة الانضمام إلى أمريكا لها ما يبررها. اختفت اقتراحات الضم في غضون بضعة أشهر وانتقل منظروها البارزون إلى الانضمام إلى كندا.

#### مقاطعة نوفا سكوشا
عارض معظم الكنديين في هذه المقاطعة بشدة احتمال الضم الأمريكي. ربما كانت تقارير مشروع قانون الضم لعام 1866 - وهو مشروع قانون لم يصوت عليها أبدًا - إحدى العوامل العديدة التي دفعت إلى إنشاء الاتحاد الكندي في عام 1867. والأخطر من ذلك كانت الغارات الفينية التي شنها الأمريكيون الأيرلنديون في عام 1866 والتي أثارت موجة من الشعور الوطني ساعد في قضية الكونفدرالية.
لكن كانت هناك حركة ضم كبيرة في نوفا سكوشا وبدرجة أقل في نيو برونزويك وكيبك وأونتاريو في ستينيات القرن التاسع عشر. شعر المناهضون للاتحاد الكونفدرالي في نوفا سكوشا بقيادة جوزيف هاو، أن رئيس الوزراء المؤيد للكونفدرالية تشارلز توبر تسبب في موافقة المقاطعة على الانضمام إلى كندا دون دعم شعبي. حاول هوا إقناع الحكومة البريطانية بعدم إدخال نوفا سكوشا في الاتحاد الكندي وبقائها مستعمرة مستقلة. حدث تراجع اقتصادي كبير بعد نهاية عام 1866 من معاهدة المعاملة بالمثل لعام 1854؛ بسبب أن المستعمرة كانت تعتمد على بيع الأسماك للأمريكيين، دفع هذا الأمر الكثيرين للاعتقاد أن التجارة الحرة مع الولايات المتحدة ضرورية لازدهارهم. فاز المناهضون للكونفدرالية بجميع المقاعد في انتخابات مجالس المقاطعات لعام 1867 باستثناء مقعدين؛ ولكنهم لم يدعموا بالضرورة الضم. اُرسل هاو مرة أخرى إلى لندن لنفس الغرض في عام 1868 ورفضت الحكومة البريطانية مرة أخرى لأن نيو برونزويك على الأرجح ستتبع نوفا سكوشا وتترك الاتحاد وتتسبب في انهيار الدولة الجديدة.
بدأت فكرة الانضمام إلى الولايات المتحدة تنتشر بين سكان نوفا سكوشا. حذر هاو، الذي كان يتمنى خروج نوفا سكوشا من كندا ولكن مع الحفاظ على الروابط مع بريطانيا، أنصاره من إظهار أي ولاء للولايات المتحدة، مما أضعف حركة المناهضين للاتحاد الكندي. قررت حكومة المقاطعة المعارضة لهاو أنه في حال رفضت بريطانيا مطلب المقاطعة فستستولي على المناصب الفيدرالية وتعلن الضم من جانب واحد، لأن في اعتقادهم أن بريطانيا لن تستخدم القوة ضم نوفا سكوشا. زاد انتشار فكرة الضم في عام 1869 إلا أنه مع حلول عام 1871 اندثرت الحركة بسبب أن الحكومة الفيدرالية وعدت بتغير نظام الضرائب والتعريفات الجمركية. ومجيء فترة انتعاش اقتصادي موافقة الولايات المتحدة على السماح بالتجارة الحرة للأسماك الكندية.

### عقد 1880
عبّر طبيب المعالجة المثلية المولود في كيبيك بروسبر بيندر عن خيبة أمله من فشل تجربة الضم الكندية في ثمانينيات وتسعينيات القرن التاسع عشر. كتب بيندر في مجلة نورث أمريكان ريفيو في عام 1883 أن العديد من الكنديين كانوا يعتقدون أن الضم إلى الولايات المتحدة سيحدث "في الجيل الحالي، إن لم يكن قبل ذلك". كان يرى أن الكاثوليك الأيرلنديين — الذين يشكلون حوالي ربع سكان كندا — يميلون إلى تأييد الضم بسبب الاحتلال البريطاني لأيرلندا. وأضاف أن غالبية من هم دون سن الأربعين يريدون الانضمام إلى جارتهم الولايات المتحدة المزدهرة وسريعة النمو. كما أرجع غياب نشاط حركة الضم لأن الكثيرين فضلوا سلوك "الطريق الأسهل والأكثر هدوءًا" لتحقيق فوائد الضم وهي الجمهورية ، كما فعل أكثر من مليون شخص بالفعل.
اعتقد بيندر أن وعد رئيس الوزراء جون ماكدونالد بإنشاء خطط سكك حديدي عابرٌ للقارات يربط شرق كندا بكولومبيا البريطانية هو مفرط الطموح ومكلف للغاية وقد قارن بين ديون الحكومة الكندية المتزايدة وديون الولايات المتحدة التي وقتها بها حرب أهلية. كما ذكر أن الشركات الكندية ستستفيد من الوصول إلى السوق الأمريكية بدون رسوم جمركية في حين أن «المشاريع الأمريكية المدهشة، المدعومة برأس مال غير محدود» ستجعل كندا مزدهرة بسرعة. اختتم بيندر مقاله بالتشاؤم حول احتمالية نجاح أمة مقسمة على جزأين على بعد 1200 ميل من «برية صامتة تمتد من مياه أوتاوا إلى ثاندر باي ومن ثم إلى مانيتوبا».

### عقد 1890
اقترح غولدوين سميث في كتابه كندا والمسألة الكندية في عام 1891 أن ضم كندا للولايات المتحدة أمر حتمي وينبغي دعمه إذا كان الكنديون يؤمنون حقًا بمثل الديمقراطية العليا. لم تحصل وجهة نظره على دعم واسع النطاق.

### القرن العشرين
ناقش وليام توماس ستيد محرر صحيفة في لندن في 1901 في مقالة أمركة العالم الضم المحتمل لكندا ونيوفندلاند. اعتقد أنه بسبب حجمها وقوتها فمن المحتمل أن تكون كندا آخر الممتلكات البريطانية في الأمريكتين التي ستنضم إلى الولايات المتحدة. استشهد ستيد بالعديد من الأسباب وراء اعتقاده بأن الضم بدا «حتميًا» منها العلاقات الاقتصادية المتنامية بسرعة والهجرة بين البلدين والنزاعات حول حدود ألاسكا وحقوق الصيد في المحيط الأطلسي.

#### نيوفاوندلاند في منتصف القرن العشرين
كان دومينيون نيوفاوندلاند منفصلًا عن كندا في الحرب العالمية الثانية، حاول وقتها حزب يُعرف باسم حزب الاتحاد الاقتصادي تعزيز العلاقات مع الولايات المتحدة. رأت كندا أن هذا الأمر مقدمة للضم فاعترضت عليه كندا ورفضت الحكومة البريطانية (التي كانت تدير نيوفاوندلاند) السماح للحزب بمناقشة فكرة الضم إلى الولايات المتحدة في أي استفتاء. لذا سعى الحزب إلى إقامة "حكومة مسؤولة" مستقلة تستكشف إمكانية الضم لأمريكا.

#### أواخر القرن العشرين
دعا الحزب الوحودي في ساسكاتشوان في عام 1980 إلى اتحاد المقاطعات الغربية مع الولايات المتحدة. كانت حركته الأكثر نجاحًا سياسيًا بين حركات الضم إلا أنه كان نجاحًا قصيرًا ومحدودًا. فلم يحصل الحزب إلا على مقعدين في الجمعية التشريعية لساسكاتشوان، ثم حُل بعد بضعة أسابيع لفشه في تأمين وضع حزبي رسمي.
دعا الحزب 51 الأصلي في الثمانينيات إلى انضمام كيبيك إلى الولايات المتحدة لتكون المقاطعة. حصل الحزب على 3846 صوتًا فقط في انتخابات عام 1989 أي 0.11٪ من الأصوات الشعبية في المقاطعة، وهو أقل من أصوات الماركسيين اللينينيين أو حزب الليمون الساخر وحُل في العام التالي.

### القرن الحادي والعشرين
قام هانز مرسييه المحامي المؤيد لأمريكا من سان جورج في كيبيك بإحياء الحزب للمرة الثانية في عام 2016. وقال مرسييه في حديثة لصحيفة "La Presse" أن الزمن قد تغير وتراجعت شعبية حركة سيادة كيبك. وذكر مرسييه أن الأمريكيين قد يرحبون بانضمام كيبيك مستشهدًا باستطلاع أُجري في رئاسة جورج بوش الابن أظهر أن حوالي 34٪ من سكان كيبيك قد يؤيدون الانضمام إلى الولايات المتحدة. لم يفز الحزب بأي مقعد في انتخابات 2018 أو 2022.
أظهر استطلاع رأي في عام 2020 من "تورنتو ستار" أن حوالي 50٪ من الأمريكيين يعارضون انضمام كندا، ويؤيدها 25٪ والبقية 25٪ لم يحددوا رأيهم بعد.

## مقترحات دونالد ترامب

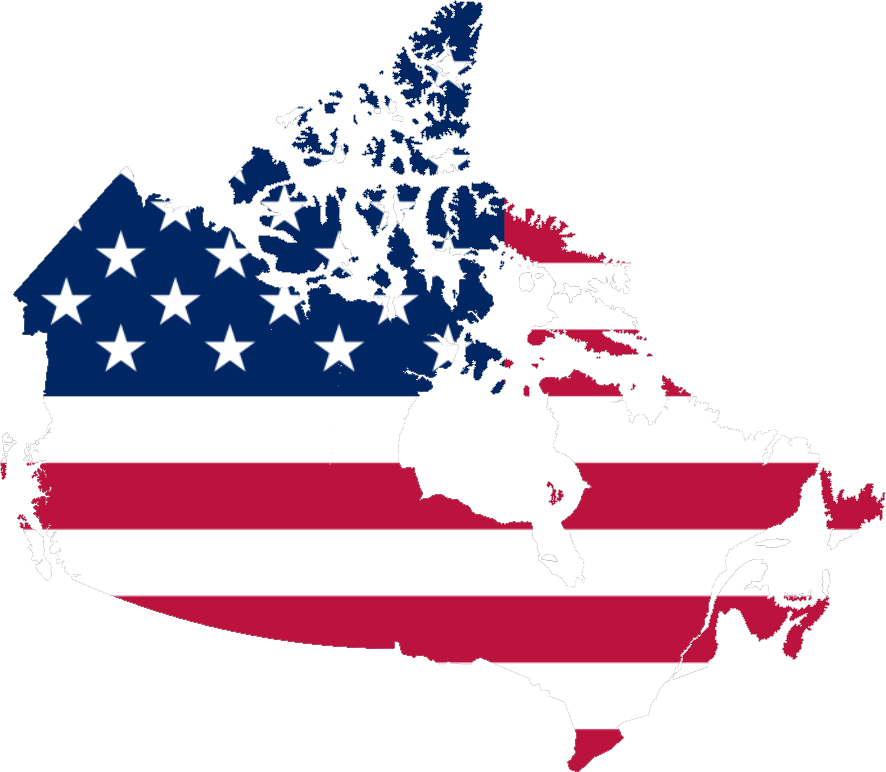
صورة يستخدمها مؤيدون الضم تصور فيها كندا على أنها الولاية الحادية والخمسين في للولايات المتحدة.

بدأ الرئيس دونالد ترامب وأنصاره في الترويج لمقترحات ضم كندا إلى الولايات المتحدة منذ ديسمبر 2024 (المنتخب آنذاك). جاء ذلك بعد أشهر من التهديدات الجمركية على كندا وتجدد مطالب ترامب لكندا بزيادة إنفاقها العسكري. رد معظم الساسة الكنديين بالرفض على هذه الفكرة ولم تلقى الفكرة رواجًا بين المواطنين الكنديين وهو ما تجلى في استطلاعات الرأي العام.
بدأت الاقتراحات في اجتماع في مارالاغو في ديسمبر بشأن العجز التجاري وأمن الحدود، اقترح ترامب أن تفكر كندا في الانضمام إلى الولايات المتحدة إذا شعر "حاكم ولاية كندا العظمى جاستن ترودو" أن التعريفات الجمركية المقترحة ستؤثر سلبًا على الاقتصاد الكندي فلينضم لتصبح كندا الولاية 51. سخر رئيس وزراء أونتاريو دوغ فورد من الاقتراح على قناة فوكس نيوز وأرجح أن ترامب إنما طرح هذا القول بسبب ضغينة عمرها 212 عامًا بسبب حرق البيت الأبيض في حرب 1812.
اقترح ترامب في 3 ديسمبر أن تنضم كندا إلى الاتحاد كولايتين واحدة محافظة والأخرى ليبرالية. في إطار هذه السخرية قال السناتور المستقل عن ولاية فيرمونت بيرني ساندرز إنه سيدعم خطة ترامب لضم كندا كولاية إذا تمكن الكنديين من توسيع نظام الرعاية الصحية الذي تديره الدولة ليشمل جميع الأمريكيين.
طرح ترامب الاقتراح مرة أخرى على منصته تروث سوشل في 18 ديسمبر 2024. وادعى ترامب أن العديد من الكنديين يفضلون الانضمام إلى الولايات المتحدة بسبب الفوائد الضريبية المحتملة وزيادة الأمن، وذكر أن الضرائب الكندية ستنخفض وأن الشركات ستزدهر. ثم اقترح مازحًا أن يفكر لاعب هوكي الجليد الكندي واين جريتسكي في الترشح لمنصب رئيس الوزراء أو حاكم البلاد مؤكدًا أنه قد يفوز بسهولة. كرر ترامب مقترحه مع ظهور تكهنات استقالة ترودو. ومرة أخرى مع إعلان استقالته وأدعى أنه استقال لعوامل منها الاهتمام الكندي المتوقع بالفكرة والعجز والإعانات الأمريكية المزعومة، وأعاد نفس الوعود من إلغاء التعريفات الجمركية وخفض الضرائب وتعزيز الأمن.

استبعد ترامب استخدام القوة العسكرية لضم كندا في مؤتمر صحفي بمارالاغو في 7 يناير 2025 ودعا إلى "القوة الاقتصادية" للضغط على كندا للانضمام. وقال إن الاندماج سيعزز الأمن القومي ويقلل من النفقات الأمريكية على حماية الحدود. ثم نشر ترامب صورة على منصته تروث سوشل تظهر علم الولايات المتحدة يزين أراضي الولايات المتحدة وكندا. أعرب المعلق على قناة فوكس نيوز جيسي واترز في اليوم نفسه عن رغبته في غزو كندا عسكريًا قائلاً إنه "سيروي عطشه الإمبريالي"، وأضاف أن الكنديين يجب أن يعتقدوا أن الضم إلى كندا ميزة لهم.
أعلن الرئيس ترامب في حفل تنصيبه في 20 يناير 2025 أن الولايات المتحدة ستوسع أراضيها وهو ما يتماشى مع تصريحاته السابقة. رفض ترامب أهمية كندا كشريك تجاري مؤكدًا أن الولايات المتحدة لا تعتمد على النفط أو الغاز أو المركبات أو الخشب الكندي في حديثة في المنتدى الاقتصادي العالمي في 23 يناير. وكرر ترامب تهديداته بفرض رسوم جمركية كبيرة. تتماشى تصريحات ترامب مع وجهة نظره السابقة بأن كندا تمثل اختلالًا تجاريًا للولايات المتحدة، وأن على الولايات المتحدة أن تكتفى ذاتيًا. يتناقض هذا الرأي مع الواقع الاقتصادي إذ تعتمد الولايات المتحدة بشكل كبير على النفط الخام الكندي لتغذية مصافيها. اقترح ترامب على كندا أن تنضم للولايات المتحدة لتجنب التعريفات الجمركية إذا أصبحت ولاية أمريكية. انصدم الحضور من تعليقته هذه. أعاد ترامب تصريحاته في مؤتمر صحفي في كارولاينا الشمالية في 24 يناير.
أعلن الرئيس دونالد ترامب في 1 فبراير 2025 عن فرض تعريفات جمركية بنسبة 25% على جميع السلع المستوردة من كندا تدخل حيز التنفيذ في 4 فبراير 2025 وهو فعل لم يقبله ساسة كندا. جدد ترامب تأكيده على رغبته في ضم كندا في اليوم التالي على منصته تروث سوشل قائلًا أنها ينبغي أن تصبح "الولاية الحادية والخمسين العزيزة"، كما تعهد بإلغاء التعريفات وضمان أمنها العسكري إذا وافقت على الانضمام. قال ترامب في 3 فبراير وبعد تأجيل تنفيذ التعريفات أن هدف الضم صعب لأن هناك "أشخاصًا لا يتحملون الألم ".
قرر ترامب فرض تعريفات شاملة بنسبة 25% على الواردات الكندية في 4 مارس بعد انتهاء شهر فرض الرسوم الجمركية. رد على ذلك رئيس الوزراء الكندي جاستن ترودو بإعلانه عن تعريفات انتقامية وقال أن ترامب يبتغي إضعاف الاقتصاد الكندي لإجبار كندا على الانضمام إلى الولايات المتحدة، وأنه يثق تماما أنه سيفشل.

### ردة الفعل الكندية
أدان السياسيون الكنديون تصريحات ترامب في 7 يناير. صرح رئيس الوزراء جاستن ترودو أنه "لا توجد فرصة لأن توجد كرة ثلج في الجحيم" لانضمام كندا إلى الولايات المتحدة. وقال زعيم المحافظين بيير بويليفري "لن تكون كندا أبدا الولاية الحادية والخمسين. نحن بلد عظيم ومستقل". وانتقد زعيم الحزب الديمقراطي الجديد جاجميت سينج ترامب ووصفه "بالمتنمر" ورفض اقتراحه "السخيف" . كما أدلى قادة وسياسيون فيدراليون وإقليميون آخرون بتصريحات تنتقد اقتراح ترامب.
أفيد أن المسؤولين الحكوميين الكنديين لم يعدوا يعتبرون اقترحات ترامب مجرد مزاح بعد أخر تصريح بل أصبحوا يأخذون "تهديداته" على محمل الجد. صرح الوزير دومينيك ليبلانك في 8 يناير: "انتهت النكتة". التقطت الميكروفونات المفتوحة في 7 فبراير 2025 لحظة محرجة لترودو قال فيها أن الاحتمال أصبح "حقيقي". وقال مصدر من اجتماع مغلق أن ترودو ناقش مخاوفه من أن الولايات المتحدة قد تكون مهتمة بالمعادن الثمينة الكندية.
ردت زعيمة حزب الخضر إليزابيث ماي على مقترحات الرئيس ترامب في مؤتمر صحفي: "الاقتراحات لم تكن مضحكة أبداً". وأوضحت ماي أن كندا والولايات المتحدة تختلفان تماماً إذ أن كندا ملكية دستورية والولايات المتحدة جمهورية، دعت ماي ثلاث ولايات أمريكية للانضمام إلى كندا. لم يعلق ملك كندا تشارلز الثالث أو الحاكم العام الذي يمثله في كندا على مقترحات ترامب بسبب دورهما السياسي غير الحزبي. وصرح متحدث باسم قصر باكنغهام بأن تهديدات ترامب بالضم "ليست شيئاً نعلق عليه". أفاد الخبراء أنه إذا استمر الوضع مع الولايات المتحدة، قد تطلب الحكومة الكندية من الملك المشاركة بقدرة محدودة مثل زيارة كندا.
ابتكرت شركة تصميم مقرها أوتاوا تحت إدارة ليام موني قبعة مكتوب عليها "كندا ليست للبيع" في أوائل 2025، بطريقة مشابهة لقابعات اجعل أمريكا عظيمة مرة أخرى التي يرتديها ترامب وأنصاره. حققت القبعة شهرة واسعة في كندا وحظيت بدعم إعلامي وسياسي كبير. وأبرز داعميها كان رئيس وزراء أونتاريو دوج فورد الذي ارتدى القبعة عدة مرات منذ يناير 2025 مثل اجتماع لرؤساء الوزراء الكنديين في 15 يناير 2025.
اقتراحات ترامب هذه زادت من مشاعر القومية الكندية والوطنية عند الكنديين. فاتجه الكنديون لمقاطعة المنتجات الأمريكية وكان المشجعون الكنديون يصدرون صيحات الاستهجان عند عزف النشيد الوطني الأمريكي قبل المباريات التي تشارك فيها الفرق الأمريكية. فازت كندا ببطولة 4 Nations Face-Off للهوكي في فبراير 2025 وكتب بعدها ترودو على تويتر: "لا يمكنك أن تأخذ بلدنا - ولا يمكنك أن تأخذ لعبتنا".

### استطلاعات الرأي

#### استطلاعات رأي الكنديين
أجرت شركات الاستطلاع استطلاعات استطلاعات رأي لقياس آراء الكنديين بشأن الاقتراح. وأظهرت الاستطلاعات أن الغالبية الساحقة من الكنديين يعارضون فكرة انضمام كندا إلى الولايات المتحدة، وأقوى حركة دعم للمقترح كانت في مقاطعة ألبرتا.
أضاف شاتشي كورل رئيس معهد أنجوس ريد أن الدافع الرئيسي وراء تأييد بعض الكنديين لفكرة الانضمام إلى الولايات المتحدة هو شعورهم بأن حكومتهم الحالية لا تلبي احتياجاتهم. كما يرى آخرون في هذه الخطوة فرصة لتحقيق مكاسب شخصية. وأن بعض الكنديين يرون ففي فكرة الانضمام تحرر من التبعية للإمبراطورية البريطانية.
| هل تؤيد انضمام كندا إلى الولايات المتحدة | هل تؤيد انضمام كندا إلى الولايات المتحدة | هل تؤيد انضمام كندا إلى الولايات المتحدة | هل تؤيد انضمام كندا إلى الولايات المتحدة | هل تؤيد انضمام كندا إلى الولايات المتحدة | هل تؤيد انضمام كندا إلى الولايات المتحدة |
| التاريخ                                  | الشركة                                   | نعم                                      | لا                                       | متردد                                    | ملاحظات                                  |
| ---------------------------------------- | ---------------------------------------- | ---------------------------------------- | ---------------------------------------- | ---------------------------------------- | ---------------------------------------- |
| 17 يناير 2025                            | Abacus Data                              | 22%                                      | 71%                                      | 8%                                       |                                          |
| 16 يناير 2025                            | إبسوس                                    | 20%                                      | 80%                                      |                                          |                                          |
| 14 يناير 2025                            | بيتر ريد                                 | 10%                                      | 90%                                      |                                          |                                          |
| 10 ديسمبر 2024                           | Léger                                    | 13%                                      | 82%                                      | 5%                                       |                                          |

#### استطلاعات رأي الأمريكيين
كما أجريت بعض استطلاعات الرأي لقياس آراء الأمريكيين حول فكرة ضم كندا. أظهر استطلاع أجرته أنجوس ريد أن 49% من الأمريكيين يعارضون الاقتراح ويؤيده 25% و26% غير متأكدين. كما قال 77% من المشاركين في الاستطلاع إن كندا يجب أن يكون لها الحق في اتخاذ قرارها بنفسها بشأن الانضمام إلى الولايات المتحدة، بينما 5% فقط قالوا إنه يجب إجبارها عبر القوة الاقتصادية.

## الخطاب المؤيد للضم
أدلى المعلق الأمريكي تاكر كارلسون بتصريح استفزازي في مقابلة مع أحد ضيوفه في برنامج تاكر كارلسون توداي في يناير 2023: "نحن ننفق كل هذه الأموال لتحرير أوكرانيا من الروس، لما لا نرسل قوة مسلحة شمالاً لتحرير كندا من ترودو؟" أعقب كارلسون تعليقه بالضحك واصفًا تصريحه "بالجنوني".

## الخطاب المناهض للضم
يمكن العثور على مخاوف الضم في كتاب «التاريخ الكندي للدمى» والتي ذكر فيها الفكاهي ويل فيرغسون أنه بالنسبة لـجون إل. أوسوليفان، فقد كانالقدر المتجلي «للولايات المتحدة هو ضم وامتلاك كل أمريكا الشمالية». لم يمتد استخدام أوسوليفان للمصطلح إلى ما بعد الضم الأمريكي المحتمل لتكساس وإقليم أوريغون؛ لكنه كتب صراحة أنه لا يعتقد أن الولايات المتحدة كانت لتضم كندا.

## الضم العكسي

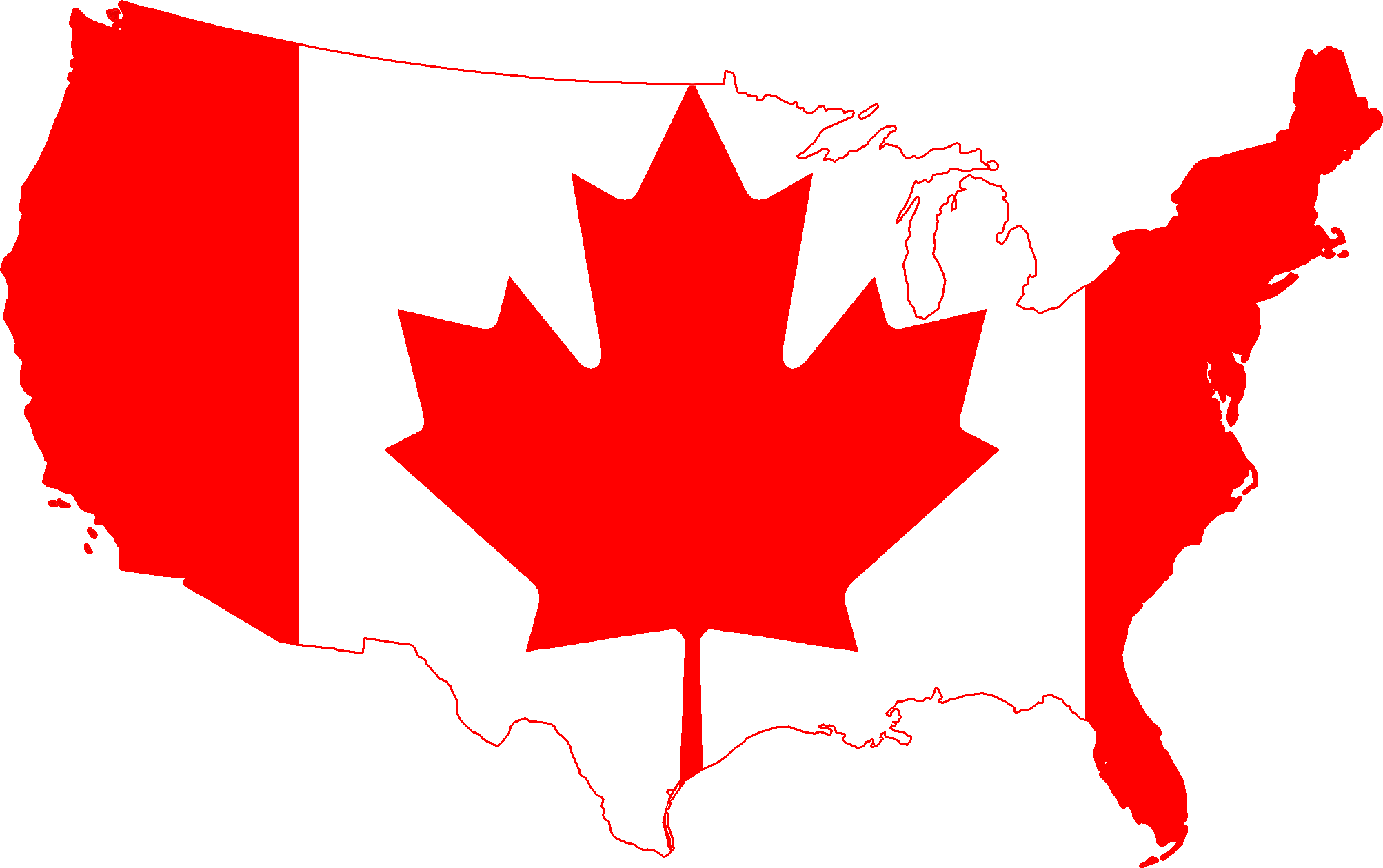
خريطة ساخرة تصور الدعم العكسي

اقترح الساخرون السياسيون، ببمن فيهم حزب وحيد القرن الكندي، فكرة "الضم العكسي" بين الحين والآخر، إذ تضم كل أو جزء من الولايات المتحدة إلى اتحاد كندا. انتشرت على الإنترنت خريطة ساخرة تُعرف باسم "خريطة أرض يسوع" عقب الانتخابات الأمريكية عام 2004، تصور فيه «الولايات الزرقاء» جزءً من كيان سياسي جديد يسمى «الولايات المتحدة الكندية». كانت هناك عريضة في عام 2019 تطالب الولايات المتحدة ببيع مونتانا لكندا لسداد ديون الولايات المتحدة.
اقترحت زعيمة حزب الخضر إليزابيث ماي في 8 ديسمبر 2024 ردًا على ترامب ضم ولايات كاليفورنيا وأوريغون وواشنطن إلى كندا، وقالت بسخرية إن الهدف هو "التخلص من كل هذه الولايات التي تصوت دائماً للديمقراطيين".

## التحليل
حاول أحد مقالات نيوزويك تحليل التداعيات الاقتصادية والاجتماعية والجغرافية المحتملة على الولايات المتحدة في حال ضم كندا. وذكر المقال إلى أن عدد سكان كندا يفوق بعدد بسيط سكان كاليفورنيا أكبر ولاية أمريكية حسب لكنها تفوقها حسب المساحة بنحو 25 ضعفاً. لكن الاقتصاد الكندي أصغر من اقتصادات عدة ولايات أمريكية كبرى مثل كاليفورنيا ونيويورك وتكساس، يعادل حجم الاقتصاد الأمريكي عشرة أضعاف حجم الاقتصاد الكندي. من المتوقع أن يسهم هذا الاندماج في تعزيز التجارة بين الجانبين وزيادة المنافسة بين الشركات. 
وشدد المؤلف الكندي دون تابسكوت على وضع شروط للاندماج إذ حدث هذا الأمر منها الحفاظ على نظام الرعاية الصحية الكندي والإبقاء على هويات المقاطعات وإجراء إصلاحات قانونية تشمل تمويل الحملات الانتخابية والتعليم والسيطرة على الأسلحة. كما أشار تابسكوت إلى الفرق في نفقات الرعاية الصحية فتنفق كندا 11٪ من ناتجها المحلي الإجمالي على الصحة مقارنة بـ20٪ في الولايات المتحدة، ومتوسط عمر السكان في كندا أكبر من أمريكا. يرى النقاد أن الضم قد يؤدي إلى انتقال نحو نصف سكان المقاطعات الكندية وتوزعهم في ولايات أمريكية مختلفة، ما قد يتسبب في انخفاض ملحوظ في الكثافة السكانية بالمقاطعات الكندية.